# Alfa Romeo T33
L'Alfa Romeo T33 è un motore endotermico alternativo a ciclo Otto da competizione, realizzato dalla casa milanese per equipaggiare le vetture della propria squadra corse nell'ambito delle gare del campionato mondiale sport-prototipi.
È stato il primo motore Alfa Romeo con architettura e frazionamento a otto cilindri a V. Nonostante sia nato per le gare endurance è stato poi impiegato da alcune scuderie anche nel mondiale di Formula 1, dalla Cooper nel 1968, dalla McLaren nel 1970 e dalla March nel 1971.

## Contesto
La casa del Portello aveva deciso di sospendere la sua partecipazione alle competizioni automobilistiche nel 1951, ritirandosi da vincitrice del campionato di Formula 1 conquistato con la 159. Per ricominciare la sua attività sportiva non scelse però le categorie di competizioni a ruote scoperte bensì decise di avvicinarsi a quelle destinate alle ruote coperte che in quel periodo riscuotevano molto successo di pubblico con il campionato mondiale sportprototipi e in parte anche con le competizioni di cronoscalata il cui punto massimo era il Campionato europeo della montagna.
Quindi nei primi anni sessanta del secolo scorso viene sviluppata l'Alfa Romeo Tipo 33 (la vettura per prendere parte alle suddette competizioni), i cui primi prototipi utilizzavano il motore a 4 cilindri da 1 570 già montato dalla TZ. Questa prima versione fu perfezionata dall'Autodelta, a cui vennero trasferiti i prototipi nel 1963, che sviluppò un nuovo propulsore da 1995 cm³, 8 cilindri a V di 90° che erogava una potenza di 273 CV (201 kW) a 9 600 giri/min. Il primo esemplare fu prodotto nel 1965.
La vettura debuttò nelle competizioni in una cronoscalata a Fléron il 12 marzo 1967 con una vittoria di Teodoro Zeccoli. Questa versione fu chiamata periscopio per il caratteristico sistema di aspirazione dell'aria. La vettura partecipò con poco successo anche al Campionato del Mondo Sport Prototipi nello stesso anno dove conquistò come miglior risultato, al Nürburgring nella classica 1000 km, il quinto posto con Zeccoli e Roberto Bussinello.
Dell'automobile sono stati prodotti in seguito altre 5 versioni, 33/2, 33/3, T33/4, 33TT12, e 33SC12.
Oltre alle versioni principali, del modello periscopio è stato anche creato un esemplare dotato di coda lunga denominato Mugello Spider.
La caratteristica di questi bolidi fu il fatto che dominarono le competizioni endurance a cavallo tra gli anni '60 e '70, ma soprattutto si rivelarono in grado di rivaleggiare anche con macchine di cilindrata superiore.
Nel 1966 venne modificato il regolamento tecnico del mondiale di Formula 1, che dal 1961 e fino a quel momento permetteva solo l'utilizzo di motori aspirati con cilindrata massima di 1500 cc, mentre con le nuove regole erano ammessi aspirati da 3000 cc o sovralimentati da 1500 cc.
Alcuni costruttori inglesi si rivolsero quindi all'Alfa Romeo per poter equipaggiare le proprie vetture con la versione da 3000 cc del T33 che aveva potenze simili a quelle di altri motori progettati espressamente per la Formula 1.
Tuttavia il motore italiano si rivelò troppo fragile per quel tipo gare, perché richiedono un utilizzo quasi costante al massimo delle prestazioni per un tempo molto breve (massimo due ore) mentre il propulsore era progettato per essere gestito in modo più docile nell'arco di gare che durano da un minimo di quattro a un massimo di ventiquattro ore.

## Progetto
Il progetto iniziale del motore fu a cura di Giuseppe Busso, che si era occupato anche del disegno dall'Alfa Romeo Tipo 33 che lo utilizzava, la quale in principio adottava il motore bialbero quattro cilindri in linea aspirato da 1600 cc e mutuato dall'Alfa Romeo Giulia TZ.
Questo propulsore non era più in grado di soddisfare le esigenze prestazionali della Tipo 33 perciò si decise di costruire un nuovo motore di cilindrata maggiorata.
Quindi Busso impostò le quote per un V8 da 2000 cc, in modo tale da avere un motore abbastanza corto come il precedente quattro cilindri ma che fosse capace di più potenza grazie alla cilindrata incrementata, ma che avesse anche un comportamento abbastanza elastico grazie al frazionamento raddoppiato.
Questa versione del T33 era estremamente prestazionale, essendo capace di una potenza specifica di 135 cavalli/litro per un massimo di oltre 270 cavalli complessivi a 9600 giri al minuto, e venne utilizzata anche sulla 33 Stradale ma con un regime di rotazione limitato a 8800 giri al minuto e 230 cavalli.
Tuttavia per fronteggiare vetture con motori di cilindrata superiore era necessario utilizzare propulsori più grandi, e il progetto passò nelle mani dell'Autodelta che incrementò la cilindrata a 2500 cc ottenendo 320 cavalli a 8800 giri al minuto montato sulla 33/2.
Ma la versione finale arrivò con l'Alfa 33/3 e da questa verrà mutuato il motore che equipaggerà le vetture di Formula 1.
Ancora una volta il progetto è a cura dell'Autodelta di Carlo Chiti che decise di continuare con le tecnologie avanguardistiche impiegate sino ad allora, ma incrementando la cilindrata fino a 3000 cc.
Rimase quindi invariata l'architettura, ossia otto cilindri a V di 90°, in quanto angolo ideale per questo tipo di motori in termini di sollecitazioni e vibrazioni, mentre per i materiali si insistette con leghe di alluminio e magnesio di derivazione aeronautica per contenere quanto più possibile il peso.
La testata era molto elaborata, con due sole valvole per cilindro inclinate di 48°, ma questa scelta di non avere la testa plurivalvole era dovuta al fatto che l'impianto di accensione disponeva di sedici candele, una soluzione quindi a doppia candela per cilindro per migliorare la qualità della combustione e l'avanzamento del fronte di fiamma.
Questa tecnica verrà in seguito utilizzata dall'Alfa sulle proprie vetture di serie col nome commerciale Twin Spark, ossia doppia scintilla derivante dalle doppie candele in ogni cilindro.
L'impianto di iniezione era inizialmente realizzato in casa dalla SPICA, ma soprattutto sulle versioni di Formula 1 venne in seguito adottato un sistema Lucas che prevedeva in ambedue i casi l'iniezione indiretta per mezzo di una pompa di alta pressione meccanica, alimentata da due pompe sommerse elettriche.
La lubrificazione era a carter secco in modo da abbassare il centro di gravità del motore per via dell'assenza della coppa, ed evitare fenomeni di mancato pescaggio dell'olio dovuti alla centrifugazione generata dalle alte forze g laterali.
Nella versione Endurance il motore era capace di 425 cavalli a 9400 giri al minuto, ma i modelli impiegati in Formula 1 erano capaci di circa 440 cavalli a 9800 giri al minuto.